# Vogelvrij (film)
Vogelvrij is een Nederlandse fictiefilm uit 1915, geregisseerd door Maurits H. Binger onder het pseudoniem M. Habée. De film is geproduceerd door Filmfabriek Hollandia en uitgebracht in 1916.
Het verhaal draait om Mavis Keeves, de dochter van een man die door roekeloze speculaties geruïneerd raakt en overlijdt. Ze wordt verliefd op Harry Winderbank jr, de zoon van de man die haar vader heeft geruïneerd. Echter, haar haat jegens zijn vader belemmert haar om hem aardig te vinden. Mavis verlaat haar geboortestad en gaat werken in een manufacturenhandel in Londen. Hier wordt ze het doelwit van Lord Kegworth, die haar in zijn macht wil krijgen. Een nederige arbeider beschermt haar tegen gevaar en uiteindelijk overtuigt Harry Winderbank haar om terug te keren naar haar geboortestad. Daar ontmoet ze Charlie Percival, met wie ze wegloopt en een kind krijgt. Charlie verlaat haar uiteindelijk en Mavis lijdt grote armoede en veel ongeluk, waaronder de dood van haar kind. Harry redt haar uit een brandend gebouw en Mavis realiseert zich dat hij oprecht is. Ze trouwen en beginnen een nieuw leven.
De film werd oorspronkelijk geproduceerd voor een Britse distributeur en zou in Engeland worden opgenomen. Vanwege een tekort aan acteurs en restricties tijdens de Eerste Wereldoorlog om buiten opnamen te maken, werd de film in Nederland opgenomen met Hollandia als coproducent. Het scenario werd geschreven door Victor Bridges en twee acteurs kwamen naar Haarlem om de film op te nemen.
De rollen werden gespeeld door Annie Bos (Mavis Keeves), Pierre Perin (Harry Winderbank Jr.), Lola Cornero (Victoria Davitt), Max Leeds (Charlie Percival) en Alex Bendo (drunken brandweerman). De film had een lengte van 1435 meter en werd uitgebracht zonder geluid in zwart-wit op 35mm-formaat.

## Cast
| Acteur         | Personage           |
| -------------- | ------------------- |
| Annie Bos      | Mavis Keeves        |
| Lola Cornero   | Victoria Davitt     |
| Pierre Perin   | Harry Winderbank    |
| Max Leeds      | Charlie Percival    |
| Paula de Waart | Buurvrouw van Mavis |
| Annie Bos      | Mavis Keeves        |

## Referentie
Film database van het Eye Filmmuseum - klik hier